# Trematodon crispifolius
Trematodon crispifolius är en bladmossart som beskrevs av Thériot in Felippone 1930. Trematodon crispifolius ingår i släktet tranmossor, och familjen Bruchiaceae. Inga underarter finns listade i Catalogue of Life.